# Ybor City
Ybor City è un quartiere storico di Tampa, Florida, Stati Uniti, situato a nord-est del centro di Tampa. Fu fondato nel 1885 da un gruppo di produttori di sigari guidato da Vicente Martínez Ybor ed era originariamente popolato da immigrati cubani, spagnoli (principalmente delle Asturie) e italiani (principalmente della Sicilia), che lavoravano nelle numerose fabbriche di sigari. La comunità era straordinaria nel sud nordamericano a causa della sua natura multietnica e delle sue organizzazioni civiche, che includevano le società di mutuo soccorso e la presenza di un sindacato attivo.
Ybor City crebbe e prosperò fino alla grande depressione, quando una brusca riduzione della domanda globale di sigari fini iniziò un lento declino. Verso la fine della seconda guerra mondiale, un flusso costante di residenti ha lasciato l'invecchiamento del quartiere. Questo processo accelerò tra gli anni 1950 e 1960, quando il programma federale di "Rinnovamento Urbano" ("Urban Renewal") e la costruzione della Interstate 4 provocarono la distruzione di molti edifici nell'area, la maggior parte dei quali erano abitazioni. Praticamente abbandonato per diversi decenni, Ybor City ha subito una lunga negligenza e decadenza. All'inizio degli anni 1980, l'area intorno alla vecchia area commerciale di Ybor City iniziò una lenta ripresa; prima come paradiso per gli artisti, e poi come un quartiere popolare per la vita notturna e l'intrattenimento negli anni 1990. Dal 2000 sono state costruite molte unità residenziali e la popolazione dell'area è aumentata costantemente.

## Guavaween
Ybor City sa come festeggiare soprattutto la notte delle streghe o Halloween. Ogni anno più di 100.000 persone si riuniscono per la folle celebrazione chiamata Guavaween. Ognuno è vestito con strani vestiti. Il nome deriva da una leggenda. La leggenda dice che negli anni 1800 uno spagnolo venne a Tampa alla ricerca di una foresta di guava. Il suo obiettivo era che tutti iniziassero a mangiare la gelatina di guava e tutti a cucinare con la pasta di guava. Ma il tempo ha reso impossibile il piano di questo spagnolo e in questo modo Ybor City è diventata la città dei sigari. Questa leggenda era nella mente di Steve Otto, che era l'editorialista del quotidiano Tampa Times che ora è Tampa Tribune, quando negli anni 1970 diede il soprannome di Big Guava ("Grande Guava") a Tampa. Poi, quando hanno dovuto dare un nome a queste celebrazioni, è stato deciso di implementare la "guava" (guayaba) in essa.